# Comuna Crețești, Vaslui
Crețești este o comună în județul Vaslui, Moldova, România, formată din satele Budești, Crețești (reședința), Crețeștii de Sus și Satu Nou. Comuna este traversată de drumul european E581 (Crasna - Huși - Albița) și calea ferată care face legătura între Crasna și Huși. Prima atestare documentară a comunei este datată din 22 august 1466. În anul 2011, populația comunei era de 2054 de locuitori.

## Geografie

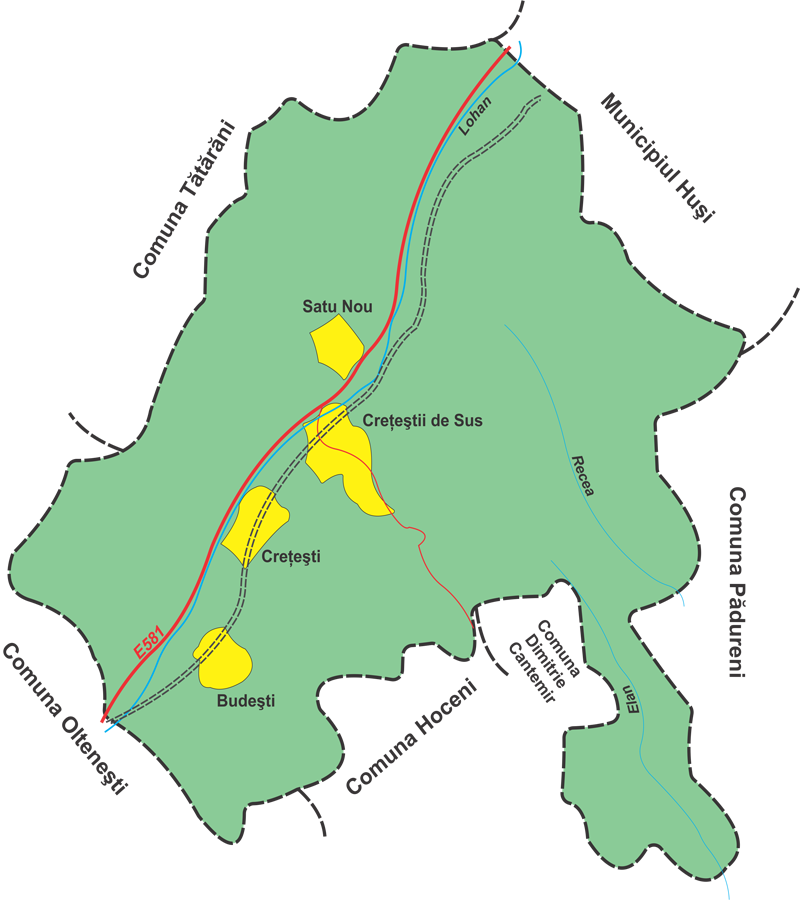

Crețești este așezată între Podișul Moldovei și Dealurile Fălciului, aflându-se în mare parte în limitele bazinului hidrografic al râului Lohan. Se învecinează la nord cu comuna Tătărăni, în nord-est se învecinează cu orașul Huși, la est cu comuna Pădureni iar la sud cu comunele Hoceni și Dimitrie Cantemir.
Altitudinea medie a comunei este de 246m, cele mai înalte forme de relief constituindu-le platourile structurale (dealurile Rușilor (362m), Dobrina (361m), Cimitirului (300m)), iar cele mai joase sunt culmile interfluviale paralele cu râurile Lohan și râul Elan.
Temperatura medie anuală a comunei este de 10,7 °C, cu variații de 1,5-2,5 °C. Temperatura maximă înregistrată pe teritoriul comunei a fost de 40,2 °C la data de 31 august 1938, iar cea minimă a fost de -29,1 °C înregistrată la data de 1 februarie 1939.
Vegetația comunei este încadrată în zona de silvostepă și zona nemorală, caracterizându-se prin alternanța dintre păduri și pjiști. În păduri predomină stejarul, jugastrul, fagul, carpenul, arțarul ulmii sau teii, iar dintre plantele ierboase, mai răspândite sunt mărgica, umbra iepurelui, laptele câinelui, iedera, vioreaua sau toporașul. Dintre mamifere, cele mai răspândite sunt rozătoarele (popâdăul, hârciogul, șiarecele de câmp, iepurele de câmp), iar în păduri se găsesc căprioare și porci mistreți, iar dintre păsări cele mai răspândite sunt turturica, guguștiucul, pupăza, vrabia, cucul, fazanul, privighetoarea sau porumbelul.
În funcție de altitudine, pe teritoriul comunei, se succed mai multe tipuri de soluri: cernoziomurile tipice, cernoziomurile levigate, cernoziomurile nisipoase, solurile cenușii, lăcoviștele, solurile gleice și solurile aluviale.

## Demografie
Componența etnică a comunei Crețești
     Români (97,65%)
     Alte etnii (2,35%)
Componența confesională a comunei Crețești
     Ortodocși (97,28%)
     Alte religii (0,37%)
     Necunoscută (2,35%)
Conform recensământului efectuat în 2021, populația comunei Crețești se ridică la 1.620 de locuitori, în scădere față de recensământul anterior din 2011, când fuseseră înregistrați 1.790 de locuitori. Majoritatea locuitorilor sunt români (97,65%). Din punct de vedere confesional, majoritatea locuitorilor sunt ortodocși (97,28%), iar pentru 2,35% nu se cunoaște apartenența confesională.

## Politică și administrație
Comuna Crețești este administrată de un primar și un consiliu local compus din 11 consilieri. Primarul, Cerulențiu Lăstun[*], de la Partidul Național Liberal, este în funcție din octombrie 2020. Începând cu alegerile locale din 2024, consiliul local are următoarea componență pe partide politice:
|  | Partid                    | Consilieri | Componența Consiliului | Componența Consiliului | Componența Consiliului | Componența Consiliului | Componența Consiliului | Componența Consiliului |
|  | ------------------------- | ---------- | ---------------------- | ---------------------- | ---------------------- | ---------------------- | ---------------------- | ---------------------- |
|  | Partidul Național Liberal | 6          |                        |                        |                        |                        |                        |                        |
|  | Partidul Social Democrat  | 3          |                        |                        |                        |                        |                        |                        |
|  | Uniunea Salvați România   | 1          |                        |                        |                        |                        |                        |                        |
|  | Partidul PRO România      | 1          |                        |                        |                        |                        |                        |                        |

### Evoluție istorică
Prima statistică cu privire la populația comunei a fost întocmită în anul 1832, după intrarea în vigoare a Regulamentului Organic în Moldova. Astfel, în Crețești locuiau 1292 de locuitori, printre care 8 familii de evrei (majoritatea comercianți, stabiliți în comună ca urmare a creșterii taxelor în Episcopia Hușilor). La recensământul din anul 1893, din comună făceau parte doar două sate, Crețești și Crețeștii de Sus. Budești aparținea de comuna Curteni iar Satu Nou a fost înregistrat oficial ca sat abia în 1904, prin Legea pentru organizarea comunelor rurale. Situația populației se prezenta astfel:
| Indicator            | Crețeștii de Sus | Crețești | Total comună |
| -------------------- | ---------------- | -------- | ------------ |
| Nr. familiilor       | 150              | 194      | 344          |
| Nr. persoane         | 599              | 778      | 1377         |
| Nr. contribuabililor | 170              | 200      | 370          |

Recensământul din anul 1930 evidențiază o creștere în ceea ce privește sporul natural, față de situația de la începutul secolului:
| Localitatea     | Nr. persoane | Români | Evrei | Romi | Alții |
| --------------- | ------------ | ------ | ----- | ---- | ----- |
| Budești         | 459          | 456    | 3     | 0    | 0     |
| Crețești        | 817          | 779    | 0     | 38   | 0     |
| Crețești de Sus | 1080         | 1080   | 0     | 0    | 0     |
| Lohanul         | 284          | 283    | 0     | 0    | 1     |
| Total           | 2640         | 2598   | 3     | 38   | 1     |

În ciuda pierderilor de vieți din timpul celui de-al doilea război mondial, a foametei și a epidemiilor, populația a crescut în anii 1950, ajungând la nivelul maxim din toată istoria comunei. La recensământul din 21 februarie 1956, situația se prezenta astfel:
| Localitatea     | Nr. persoane | Bărbați | Femei |
| --------------- | ------------ | ------- | ----- |
| Budești         | 519          | 256     | 263   |
| Crețești        | 879          | 386     | 493   |
| Crețești de Sus | 1202         | 569     | 633   |
| Satu Nou        | 277          | 130     | 147   |
| Total           | 2877         | 1341    | 1536  |

Chiar dacă în anul 1967 au intrat în vigoare măsurile legislative privind creșterea natalității, populația a început să scadă mai ales din cauza migrației către centrele urbane:
| Localiatea      | Recensământ 1966 | Recensământ 1977 | Recensământ 2002 |
| --------------- | ---------------- | ---------------- | ---------------- |
| Budești         | 420              | 279              | 257              |
| Crețești        | 822              | 639              | 580              |
| Crețești de Sus | 1114             | 949              | 745              |
| Satu Nou        | 364              | 407              | 364              |

## Istorie
Cele mai vechi urme de civilizație de pe teritoriul comunei datează din paleolitic. În nord-estul comunei a fost descoperit un sit arheologic din paleoliticul superior, cu elemente de peste 20000 de ani. În partea de vest a satului Crețeștii de Sus și în nord-estul comunei s-au descoperit urme din perioada neoliticului, aparținând culturii Cucuteni (cca. 5500 î.e.n.).
Prima atestare documentară a comunei datează din data de 22 august 1466, când Ștefan cel Mare îi vinde lui Crețu, pâmantul de la gura Elanului. Un alt document care menționează comuna datează din 28 martie 1528 prin care Petru Rareș întărea dreptul nepoților Creței asupra moșiilor Drugii, Murgenii, Bârsăneții și satului Crețești.
În anul 1592, Ieremia Movilă oferă mai multe sate, printre care și Crețești, episcopiei Hușilor. Acest lucru a avut un rol pozitiv asupra populației, episcopii intervenind pentru a opri abuzurile făcute împotriva localnicilor. În acest sens, la data de 12 aprilie 1619, Gaspar Graziani le cere dregătorilor să nu intervină în teritoriile care aparțin episcopiei.
În contextul izbugnirii războiului ruso-turc din 1877-1878, s-a creat Regimentul 12 dorobanți care cuprindea 4 companii, printre care și Compania a 8-a Crasna, cu reședința la Budești. Ca urmare a acordului semnat cu Rusia la 6 aprilie 1877, Regimentul 12 (parte a Diviziei a II-a a Corpului II de armată) s-a deplasat la București și apoi a trecut Dunărea unde participă la luptele din jurul Plevnei. După închierea războiului, prim-ministrul I.C. Brătianu a anunțat prefectura Fălciu (din care făcea parte comuna) că sunt obligați să asiste întoarcerea trupelor rusești. Acest ordin a avut un efect negativ asupra comunei Crețești, având în vedere că traseul principal al trupelor era Crasna - Crețești - Huși - Albița, locuitorii fiind nevoiți să suporte costurile de transport, de hrană și alte materiale fără nici o desbăgubire.
Spre sfârșitul secolului al XIX-lea, comuna a făcut parte din plasa Crasna a județului Fălciu și era alcătuită din satele Crețeștii de Sus și Crețeștii de Jos, cu o populație de 1377 de locuitori. În comună funcționa două biserici. Anuarul Socec din 1925 consemnează comuna în plasa Oltenești din același județ, căpătând forma actuală, după ce este consemnată cu satele componente din prezent (Budești, Crețeștii de Jos – reședința, Crețeștii de Sus și Satu Nou).
În timpul celui de-al doilea război mondial, soldații proveniți din Crețești au făcut parte din Divizia 15 infanterie, din care mai făceau parte Regimentele 10 vânători și 25 artilerie Chișinău, 25 infanterie Vaslui și 12 infanterie Bârlad. Divizia a participat la eliberarea Basarabiei și apoi la luptele pentru ocuparea Odessei. Unul dintre cei care s-au remarcat în aceste lupte a fost și Dumitru Budăi din comuna Crețești, decorat și felicitat personal de mareșalul Ion Antonescu.
În 1950, județele au fost desființate, după venirea regiumului comunist la putere, iar comuna a fost înglobată în regiunea Bârlad, dar după șase ani mai târziu, regiunea se desființează, iar comuna a fost transferată regiunii Iași.
În anul 1968, comuna a fost transferată la județul Vaslui, reînființat. Tot atunci, satul Crețeștii de Jos a primit numele de Crețești.

## Școala
Școala din Crețești a fost înființată în 1860 și era printre primele școli din județul Fălciu (dupa cele din Scoposeni, Bunești și Stănilești înființate în 1859). După numirea lui Spiru Haret ca ministru al învățământului, și după Legea Haret din 1898, ia ființă Școala din Budești în 1905, cea din Crețești de Sus în 1907 și cea din Satu Nou în 1919. La data de 31 martie 1936, situația învățământului înse prezenta astfel:
| Indicator               | Crețești de Sus | Crețești | Satu Nou | Budești | Total |
| ----------------------- | --------------- | -------- | -------- | ------- | ----- |
| Școli                   | 1               | 2        | 1        | 1       | 5     |
| Săli de clasă           | 3               | 3        | 1        | 1       | 8     |
| Învățători              | 4               | 3        | 2        | 2       | 11    |
| Elevi                   | 226             | 122      | 58       | 98      | 504   |
| Cursuri elementare      | 159             | 98       | 42       | 78      | 377   |
| Cursuri supraelementare | 67              | 24       | 16       | 20      | 127   |

În prezent în comună funcționează 7 unități scolare dintre care 3 grădinițe, 3 școli primare și una gimnazială. Școlile nu dispun nici de cabinet medical, nici de asistență psihopegagogică. Populația școlară este în scădere, tendință anticipată și pentru perioada următoare, elevii preferând să urmeze cursurile școlilor din Huși sau Vaslui.